# Tobsdorfer Altar

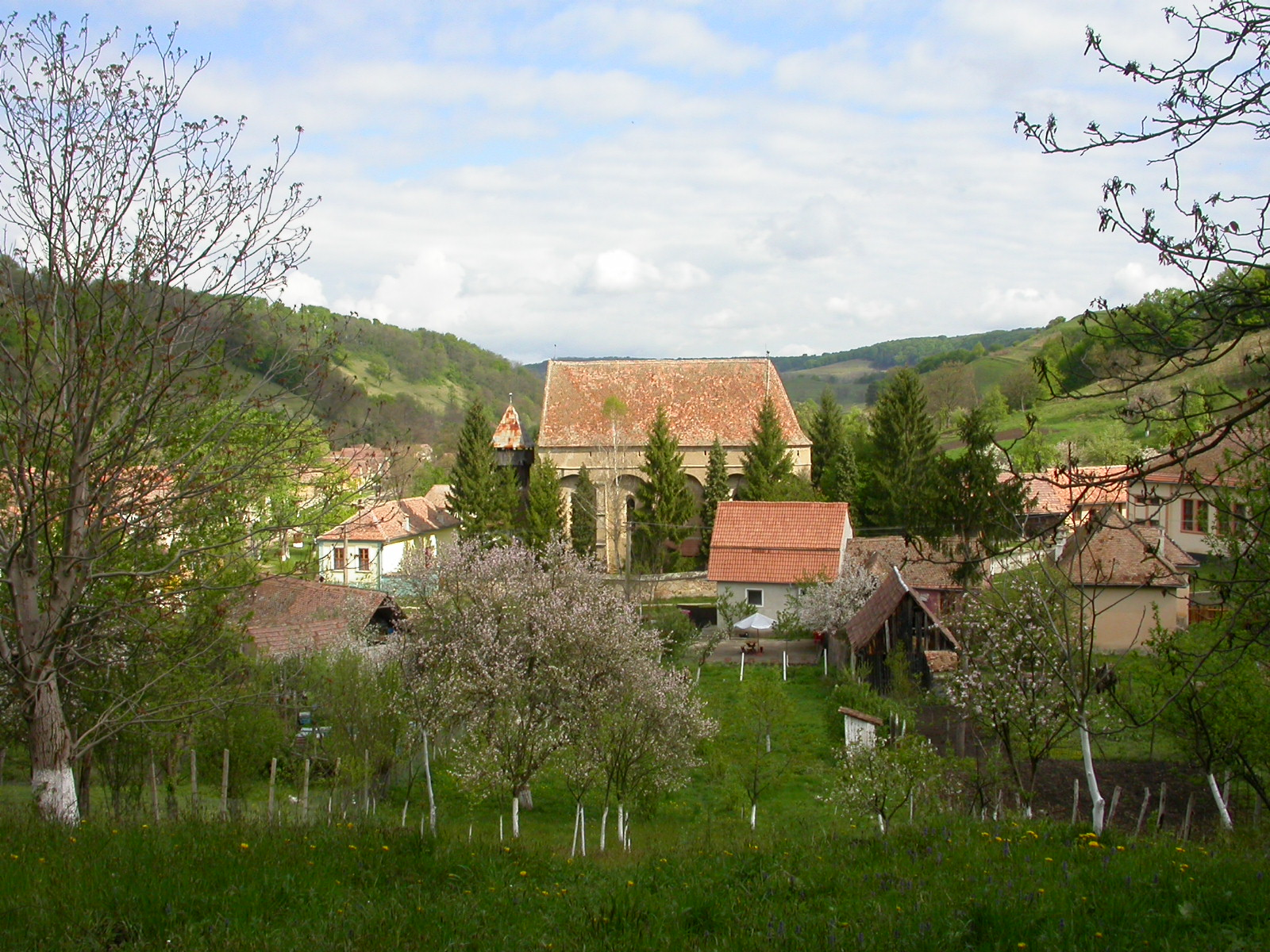
Kirchenburg von Tobsdorf

Der Tobsdorfer Altar ist ein um 1470/80 entstandener spätgotischer Flügelaltar, der ursprünglich in der Kirche von Tobsdorf, Kreis Sibiu in Siebenbürgen, Rumänien stand und seit 1999 in der Margarethenkirche in Mediaș aufbewahrt wird.

## Geschichte
Der Altar stand ursprünglich in der Kirche von Maldorf (Viișoara), Kreis Mureș. Eine im Inneren des barocken Altargehäuses gefundene Notiz belegt, dass der Altar 1720 von Pfarrer Johann Wellther erworben, restauriert und in der Tobsdorfer Kirche aufgestellt wurde. Da dort seit 1991 keine Gottesdienste mehr stattfinden, wurde der Altar 1999 in die Margarethenkirche überführt, um ihn vor Kunstraub und Beschädigung zu schützen. Dort steht er heute im nördlichen Seitenschiff.
Die Leiste über den Flügeln trägt die Inschrift:

„Hanc aram inveteratam propriis Sumptibus comparavit et renovari ovravit et huic ecclesiae piamente [de]dicavit Johan Wellther domal[diensis]. P.P. Pastor H.L. Anno 1720.“

„Diesen altehrwürdigen Altar hat aus eigenen Mitteln erworben und wiederherstellen lassen und in Frömmigkeit dieser Kirche gewidmet Johann Wellther aus Maldorf, Pfarrer hierselbst im Jahr 1720“

Bei der Zerlegung des Altars zur Restaurierung in der Richterschen Werkstatt in Kronstadt wurde im Schrein ein Zettel mit folgender Nachricht gefunden:

„Hoc Altare procreari et renovari curavit propriis sumptibus Johannes Wellther Domaldiensis p. t. Pastor Ecclesiae Tobiensis, et in honorem Dei offert Ecclesiae. Anno 1720, mense Augusti m[anu]. pr[oprio]. Superintendens Ecclesiarum per Transilvaniam Saxonicarum Evangelicorum Lucas Graffius.“

„Diesen Altar erwerben und aus eigenen Mitteln erneuern ließ Johannes Wellther aus Maldorf, zu dieser Zeit Pfarrer der Tobsdorfer Kirche, und stiftete ihn zur Ehre Gottes der Kirche. Im Jahr 1720, im Monat August, eigenhändig bestätigt vom Superintendenten der Evangelischen Kirche der Siebenbürger Sachsen, Lucas Graffius.“

Lucas Graffius war von 1711 bis 1736 Bischof der Evangelischen Kirche in Siebenbürgen. Gisela Richter vermutet, dass zu dieser Zeit der Altaraufbau neu gestaltet und das Kruzifix im Mittelschrein eingefügt wurde. Einer der Schergen in der Geißelungstafel hält einen Zettel mit der lateinischen Jahreszahl 1522 in der Hand. Ob dies das Entstehungsdatum des Altars wiedergibt, bleibt offen.

## Aufbau
Der Mittelschrein des kleinen Altars misst 179 × 58 × 28 cm (Höhe × Breite × Tiefe), die Seitentafeln 89,5 × 27 cm, die Altarflügel 89,5 × 62,5 cm. Aufgebaut ist er als Viererschreinaltar mit gemalten Eckfiguren: Vier Engel tragen die Leidenswerkzeuge (Arma Christi). Gisela Richter vermutete, dass die Engeldarstellungen zusammen mit der schmalen, azurblauen Schreinöffnung darauf hindeuten, dass im Schrein ursprünglich ein Schmerzensmann oder eine Darstellung der „Not Gottes“ (Christus in den Armen Gottvaters) gestanden haben müsse. Die Skulpturen des Mittelschreins sind ebenso wie das originale Gesprenge heute verloren. Ein barockes Altargesprenge wurde wohl bei der Restaurierung 1720 angefügt. Die Predella mit einer Darstellung der Beweinung Christi stammt von einem anderen, unbekannten Altar.

## Gemäldetafeln
Die Tafelbilder der Festtagsseite bilden, einzigartig unter den in Siebenbürgen erhaltenen Altären, einen typologischen Bilderzyklus, in dem die neutestamentliche Abendmahlsszene einer Reihe von Szenen aus dem Alten Testament gegenübergestellt wird: Dem neutestamentlichen Abendmahl sind Darstellungen des Paschamahls, der Mannalese und die Begegnung Abrahams mit Melchisedek zugeordnet.
| Altarflügel | Zwischentafel             | Mitteltafel                     | Zwischentafel                       | Altarflügel             |
| ----------- | ------------------------- | ------------------------------- | ----------------------------------- | ----------------------- |
| Abendmahl   | Engel mit Kreuz           | Kreuzigung Rundplastik, 18. Jh. | Engel mit Säule                     | Paschamahl              |
| Mannalese   | Engel mit Nägeln und Rute | Kreuzigung Rundplastik, 18. Jh. | Engel mit Stab, Essigschwamm, Lanze | Abraham und Melchisedek |

Die Werktagsseite des Tobsdorfer Altars bietet einen Passionszyklus:
| Altarflügel  | Altarflügel          | Altarflügel | Altarflügel   |
| ------------ | -------------------- | ----------- | ------------- |
| Gethsemane   | Christus vor Pilatus | Geißelung   | Dornenkrönung |
| Kreuztragung | Entkleidung          | Kreuzigung  | Auferstehung  |

## Erhaltungszustand
Die Malereien des Altars sind original erhalten und niemals übermalt worden. Vor der Restaurierung zeigte sich das Schleierbrett des Schreins zu 10 % zerstört, die Farbschicht der Tafelgemälde etwa zu 40 % durch die Abrollung der Grundierung und Farbschicht gefährdet. Die Malerei der Predella war durch Oxidation und Kerzenruß unkenntlich geworden. Bei der Restaurierung in der Richterschen Werkstatt 1976–78 wurde das Schleierbrett ergänzt, die Malschicht der Tafeln abgebügelt und gereinigt. Der Firnis der Predella wurde etwas aufgehellt, sonst aber wegen der sehr dünnen Farbschicht unverändert belassen. Der Hintergrund des Mittelschreins wurde blau ausgemalt, so dass die ursprüngliche Gestaltung des Hintergrunds und eventuell vorhanden gewesene Umrisslinien der originalen Skulpturausstattung heute nicht mehr nachvollziehbar sind. 2005 wurden abgeplatzte Farbstellen durch Ferenc Mihály ergänzt.